# آرامگاه علامه دوانی
بنای بقعه علامه دوانی مربوط به سدهٔ ۱۰ ه.ق است و در شهرستان کازرون، روستای دوان واقع شده و این اثر در تاریخ ۲۰ بهمن ۱۳۶۴ با شمارهٔ ثبت ۱۷۰۰ به‌عنوان یکی از آثار ملی ایران به ثبت رسیده است.

## بنای آرامگاه
آرامگاه علامه جلال‌الدین محمد دوانی، دانشمند بزرگ ایرانی؛ در روستای دوان واقع در ۹ کیلومتری شمال کازرون (استان فارس - ایران) قرار گرفته‌است. ساختمان آرامگاه بر خلاف توضیح زیر تصویر آرامگاه که بر اساس دورهٔ حیات علامه آن را مربوط به دورهٔ تیموری دانسته‌است، بنایی است مشابه چهارطاقی‌های دورهٔ ساسانی که اطراف آن دیوار احداث شده است.و با توجه به تاریخ حیات جلال الدین دوانی نباید مربوط به دوره تیموریان باشد. مردم دوان در سدهٔ چهارم هجری اسلام را پذیرفته‌اند. این بنا در دورهٔ اسلامی معمور بوده‌است و احتمالا مثل بسیاری از بناهای پیش از اسلام  تغییر کاربری داده‌است. در مورد آرامگاه دوان باید گفت که به مدفن علمای دوان تبدیل شده‌است و نخستین کسی که در آن دفن شده، شیخ بزرگواری به نام شیخ علی ابن احمد خطیب، عارف نیمهٔ قرن چهارم تا نیمهٔ قرن پنجم می‌زیسته‌است و از مریدان شیخ ابواسحاق کازرونیست. وفات وی سال چهارصد و چهل یک هجری قمری رخ داده‌است؛ بنابراین تاریخ دورهٔ تیموری مربوط به شخص شیخ عالی است که به دلیل شأن و شخصیت والای او، وی را در این مکان دفن کرده‌اند.

## وضعیت
اطراف بنا با سنگ کوهی و مالون تا حدودی مرمت و احیا گردیده و در حال حاضر پذیرای بازدیدکنندگان می باشد